# Æthelwulf (ealdorman)
Pour les articles homonymes, voir Æthelwulf.
Æthelwulf est un ealdorman anglais mort le 4 janvier 871. Il dirige le comté du Berkshire à partir des années 840 au plus tard au nom du roi de Mercie Beorhtwulf, puis des rois du Wessex. Il affronte les Vikings à plusieurs reprises et trouve la mort lors de la bataille de Reading.

## Biographie
L'ealdorman du Berkshire Æthelwulf apparaît sur les chartes du roi de Mercie Beorhtwulf dans la première moitié des années 840. Ce comté passe sous le contrôle du Wessex avant la fin de cette décennie sans que cela n'entraîne le renvoi d'Æthelwulf, qui agit dès lors au service des rois ouest-saxons.
En 860, peu après l'avènement d'Æthelberht, les Vikings débarquent dans le sud de l'Angleterre et pillent Winchester, l'une des principales villes du Wessex. En revenant vers leurs navires, ils sont interceptés par les troupes du Berkshire, menées par Æthelwulf, et celles du Hampshire, menées par son homologue Osric. Les deux ealdormen infligent une défaite aux Vikings.
Dix ans plus tard, sous le règne d'Æthelred, la Grande Armée viking envahit le Berkshire et occupe la résidence royale de Reading. Æthelwulf mène les hommes du comté à leur rencontre et remporte la bataille d'Englefield le 31 décembre 870 contre un détachement parti faire du butin. Quatre jours plus tard, l'armée royale, menée par Æthelred et son frère cadet Alfred, arrive à Reading pour affronter les Vikings. La bataille de Reading se solde par une défaite anglaise durant laquelle l'ealdorman Æthelwulf trouve la mort. Son corps est récupéré en secret sur le champ de bataille pour être enterré à Derby.